# ريك بينيت
ريك بينيت (بالإنجليزية: Rick Bennett)‏ هو لاعب هوكي الجليد أمريكي، ولد في 24 يوليو 1967 في سبرينغفيلد في الولايات المتحدة.

## وصلات خارجية
- ريك بينيت على موقع دوري الهوكي الوطني (الإنجليزية)
- ريك بينيت على موقع EliteProspects.com (الإنجليزية)
- ريك بينيت على موقع HockeyDB.com (الإنجليزية)
- ريك بينيت على موقع Hockey-Reference.com (الإنجليزية)